# Estrées-Mons

Estrées-Mons este o comună în departamentul Somme, Franța. În 1 ianuarie 2022 avea o populație de 594 de locuitori.